# 天德 (金朝)
天德（1149年十二月—1153年三月）是金海陵王的第一个年号。海陵王使用天德这个年号一共5年。

## 大事记
金熙宗皇統九年（1150年）十二月十五日（丁巳；西曆1月9日），海陵王完顏亮等人弑熙宗，海陵王即位。十七日（己未；西曆1月11日），大赦，改皇統九年為天德元年。天德元年只有不到一個月的時間。1150年為天德二年。
天德五年（1153年）三月二十二日（辛亥；西曆4月17日），海陵王到達燕京。二十六日（乙卯；西曆4月21日），下詔正式遷都自上京到燕京。改元貞元。改燕京為中都大興府，汴京為南京，中京為北京。

## 纪年
| 天德 | 元年   | 二年   | 三年   | 四年   | 五年   |
| ---- | ------ | ------ | ------ | ------ | ------ |
| 公元 | 1149年 | 1150年 | 1151年 | 1152年 | 1153年 |
| 干支 | 己巳   | 庚午   | 辛未   | 壬申   | 癸酉   |

## 其他政权同期使用的年号
- 中國
  - 紹興（1131年－1162年）：宋—宋高宗趙構之年號
  - 咸清（1144年－1150年）：西遼—感天后蕭塔不煙之年號
  - 紹興（1151年－1163年）：西遼—遼仁宗耶律夷列之年號
  - 天盛（1149年－1169年）：西夏—夏仁宗李仁孝之年號
  - 大寳（1149年－1156年）：大理—段正興之年號
- 越南
  - 大定（1140年－1162年）：李朝—李天祚之年號
- 日本
  - 久安（1145年－1151年）：近衛天皇之年號
  - 仁平（1151年－1154年）：近衛天皇之年號

## 深入閱讀
- 李崇智. . 北京: 中華書局. 2004年12月. ISBN 7101025129.
- 鄧洪波. . 臺北: 國立臺灣大學東亞經典與文化研究計劃. 2005年3月  [2022-01-03]. ISBN 9789860005189. （原始内容 (pdf)存档于2007-08-25）.